# Nicolae Pescaru
Nicolae Pescaru (* 27. März 1943 in Breaza, Kreis Prahova; † 25. Mai 2019 in Mihăești, Kreis Vâlcea) war ein rumänischer Fußballspieler. Er nahm an der Fußball-Weltmeisterschaft 1970 teil.

## Karriere

### Verein
Pescaru verbrachte den größten Teil seiner Karriere bei Steagul Roșu Brașov. Am 23. September 1962 machte er sein erstes Spiel für Steagul. Bis zum 23. November 1980 bestritt er dort 311 Spiele in der Divizia A, in denen er 62 Tore erzielte.
Anschließend wechselte er für eine Saison zu Șoimii IPA Sibiu in die Divizia B, wo er 1982 seine Spielerkarriere beendete.
Während seiner letzten Saison als Spieler trainierte er gleichzeitig seinen alten Klub Steagul, mit dem er auf dem 13. Rang in der Divizia A 1981/82 knapp den Klassenerhalt schaffte. In der Saison 1993/94 übernahm er noch einmal das Traineramt in Brașov. Der Klub beendete die Saison erneut auf dem 13. Platz.

### Nationalmannschaft
Pescaru bestritt insgesamt drei Spiele für die rumänische Fußballnationalmannschaft, allerdings keines über die volle Spielzeit. Sein Debüt gab er am 28. April 1970 bei der 0:2-Niederlage in einem Vorbereitungsspiel auf die Fußball-Weltmeisterschaft 1970 in Mexiko gegen Frankreich, als er zur zweiten Halbzeit für Ion Dumitru eingewechselt wurde. Anschließend nominierte ihn Nationaltrainer Angelo Niculescu für den rumänischen WM-Kader. Dort wurde er jedoch nicht eingesetzt.
Zu seinem nächsten Länderspieleinsatz kam er knapp zwei Jahre später am 23. April 1972 in einem Freundschaftsspiel gegen Peru. Sein drittes und letztes Spiel für die Nationalmannschaft absolvierte er am 18. April 1973 gegen die Sowjetunion, als er in der Halbzeitpause gegen Remus Vlad ausgewechselt wurde.